# Премия Хуана Рульфо
Премия Хуана Рульфо (исп. Premio de Literatura Latinoamericana y del Caribe Juan Rulfo) — литературная премия Мексики, которая присуждается авторам Испании, Португалии, Латинской Америки и стран Карибского бассейна, пишущим на романских языках.

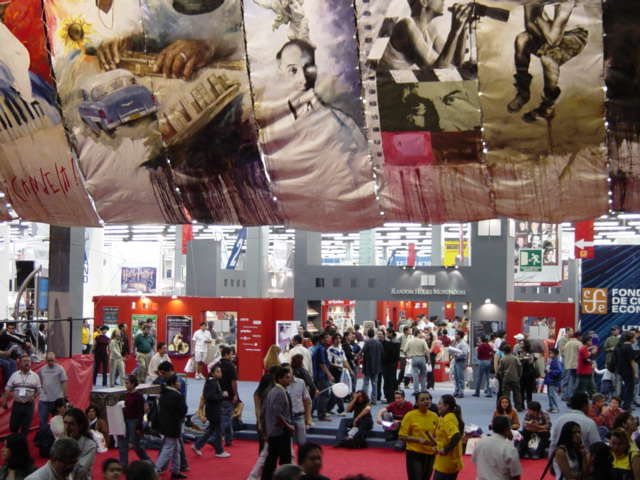
МКЯ в Гвадалахаре, 2002

Учреждена в 1991 году Национальным советом Мексики по культуре и искусству, университетом Гвадалахары, правительством штата Халиско и издательством Фонд экономической культуры (Мехико).
Оглашение победителей и вручение премии происходит в дни крупнейшей в Латинской Америке ежегодной Международной книжной ярмарки в Гвадалахаре  (FIL, конец ноября — начало декабря). Денежный эквивалент премии — 150 тыс. долларов.
До 2005 премия носила имя Хуана Рульфо — одного из наиболее известных и авторитетных писателей Латинской Америки. В 2006—2007 награда приняла название Литературной премии Международной книжной ярмарки (исп. Premio FIL de Literatura), с 2008 она называется Премией Международной книжной ярмарки за литературу на романских языках (исп. Premio FIL de Literatura en Lenguas Romances).

## Лауреаты
- 1991: Никанор Парра ( Чили)
- 1992: Хуан Хосе Арреола ( Мексика)
- 1993: Элисео Диего ( Куба)
- 1994: Хулио Рамон Рибейро ( Перу)
- 1995: Нелида Пиньон ( Бразилия)
- 1996: Аугусто Монтерросо ( Гватемала,  Мексика)
- 1997: Хуан Марсе ( Испания)
- 1998: Ольга Ороско ( Аргентина)
- 1999: Серхио Питоль ( Мексика)
- 2000: Хуан Хельман ( Аргентина)
- 2001: Хуан Гарсиа Понсе ( Мексика)
- 2002: Синтио Витьер ( Куба)
- 2003: Рубен Фонсека ( Бразилия)
- 2004: Хуан Гойтисоло ( Испания)
- 2005: Томас Сеговия ( Мексика)
- 2006: Карлос Монсивайс ( Мексика)
- 2007: Фернандо дель Пасо ( Мексика)
- 2008: Антонио Лобо Антунеш ( Португалия)
- 2009: Рафаэль Каденас ( Венесуэла)
- 2010: Марго Гланц ( Мексика)
- 2011: Фернандо Вальехо ( Колумбия)
- 2012: Альфредо Брисе Эченике ( Перу)
- 2013: Ив Бонфуа  Франция
- 2014: Клаудио Магрис  Италия
- 2015: Энрике Вила-Матас ( Испания)
- 2016: Норман Маня ( Румыния)
- 2017: Эмманюэль Каррер ( Франция)
- 2018: Ида Витале ( Уругвай)